# Gradski muzej u Subotici
Gradski muzej u Subotici je muzejska ustanova u bačkom gradu Subotici.
Muzej ima knjižnicu, likovnu galeriju, odjele koji se bave organizacijom i pedagoškim radom. U muzeju se održavaju izložbe, promocije knjiga i dr. Muzej ima arheološku, prirodoslovnu, povijesnu, pedagošku, etnološku, zbirku povijesti umjetnosti. 
Sadrži i lovačke trofeje i etnografsku zbirku Oskara Vojnića. Vojnić je zbirku od nekoliko stotina etnoloških predmeta sa svojih putovanja po Aziji i Africi 1913. poklonio subotičkom muzeju, iako je od muzeja postojala samo zamisao i tek nešto građe, a unatoč neslavenoj sudbini Subotičkog udruženja za javnu biblioteku i muzej.

## Povijest
Osnovan je 1948. godine.
Krajem 1960-ih (1948. – 1968.) je u prostorije Gradske kuće preselio je iz Reichleove palače. Još je bio u najamnoj kući Mikse Dömötöra.
Danas se nalazi u secesijskoj zgradi na Trgu Sinagoge 3 koju su projektirala braća József i László Vágó. Od zgrade bivše tiskare Minerve 2008. preuređena je uz pomoć mjesne samouprave u muzejsku zgradu.
Direktori muzeja bili su Milka Mikuška, Tibor Sekelj i drugi.
Od 1985. godine kao kustos povjesničar u ovom muzeju radi Mirko Grlica. Od 2000. kao etnologinja u Muzeju radi Viktorija Šimon Vuletić.
Od 2002. muzej ima ogranak u Bačkoj Topoli koji ima stalni postav iz područja biologije, arheologije, mjesne povijesti, književnosti i povijesti umjetnosti. Drugi ogranak nalazi se u subotičkoj Gradskoj kući. Ondje je galerija s prodavaonicom suvenira u kojoj posjetitelji mogu vidjeti interijer druge subotičke ljekarne, ljekarne iz 1813. Kod majke zaštitnice (prva je bila iz 1780. Kod mađarske krune).
2007. je zajedno s Gradskim muzejem iz Senja organizirao izložbu Bunjevci na senjskom području.